# Watford City
Pour les articles homonymes, voir Watford (homonymie).
La ville de Watford City est le siège du comté de McKenzie, dans l’État du Dakota du Nord, aux États-Unis. Lors du recensement de 2010, sa population s’élevait à 1 744 habitants, estimée à 7 080 habitants en 2018.

## Démographie
Entre 2010 et 2014, Watford City est la localité peuplée (toutes tailles démographiques) ayant la plus forte croissance démographique de l’État du Dakota du Nord, avec + 138 % ainsi que la cinquième ville (toutes tailles démographiques) ayant la plus forte croissance démographique aux États-Unis. Cela s'explique par la situation de la ville au cœur du champ pétrolier de la formation de Bakken.
| Groupe            | Watford City | Dakota du Nord | États-Unis |
| ----------------- | ------------ | -------------- | ---------- |
| Blancs            | 93,6         | 90,0           | 72,4       |
| Amérindiens       | 3,4          | 5,4            | 0,9        |
| Métis             | 1,6          | 1,8            | 2,9        |
| Asiatiques        | 0,8          | 1,0            | 4,8        |
| Autres            | 0,6          | 1,8            | 19,0       |
| Total             | 100          | 100            | 100        |
|                   |              |                |            |
| Latino-Américains | 1,9          | 2,0            | 16,7       |

Selon l’American Community Survey, pour la période 2011-2015, 87,38 % de la population âgée de plus de 5 ans déclare parler l’anglais à la maison, 1,37 % déclare parler l'espagnol, 0,76 % l’'allemand, 0,35 % le russe et 0,15 % le norvégien.
Entre 2012 et 2016, le revenu par habitant était en moyenne de 36 703 dollars par an, au-dessus de la moyenne du Dakota du Nord (33 107 dollars) et des États-Unis (29 829 dollars). De plus, 8,5 % des habitants de Watford City vivaient sous le seuil de pauvreté (contre 10,7 % dans l'État et 12,7 % à l'échelle du pays).
| 1920 | 1930 | 1940  | 1950  | 1960  | 1970  |
| ---- | ---- | ----- | ----- | ----- | ----- |
| 260  | 769  | 1 023 | 1 371 | 1 865 | 1 768 |

| 1980  | 1990  | 2000  | 2010  | - | - |
| ----- | ----- | ----- | ----- | - | - |
| 2 119 | 1 784 | 1 435 | 1 744 | - | - |

## Climat
Selon la classification de Köppen, Watford City a un climat continental humide, abrégé Dfb.